# 国勢調査細分区
国勢調査細分区(こくせいちょうささいぶんく、英: census block) は、アメリカ合衆国国勢調査局が、全数調査（一部の標本世帯のデータだけを集めるのではなく、全世帯のデータを集める調査）を行って統計を作成するのに用いる、最も小さな地理的単位。地理的に連続する国勢調査細分区を集めて編成する単位を国勢調査細分区グループ(census block group)と呼び、同様に国勢調査細分区グループをまとめたものを国勢統計区(census tract)と呼ぶ。ひとつの国勢調査細分区グループには、平均して39の国勢調査細分区が含まれているが、その数にはグループによって大きなばらつきがある。個々の国勢調査細分区には、通常4桁の番号が付与されており、その先頭1桁の番号が国勢調査細分区グループの番号となっている。例えば、細分区番号が3019であれば、その細分区はグループ3に属している。プエルトリコを含むアメリカ合衆国全域に設定されている国勢調査細分区は、合わせておよそ820万ある。
通常、国勢調査細分区は、街路、道路、水路などを境界として区画されている。都市部では、国勢調査細分区は街区と一致することも多いが、農村部など、道路がまばらなところでは、他の目印によって国勢調査細分区を区画することもある。個々の国勢調査細分区の人口は、大きくばらついており、人口0人の細分区がおよそ270万もある一方で、集合住宅などで占められた細分区では数百人以上に達することもある。
アメリカ合衆国で、全土を覆う形での国勢調査細分区が導入されたのは、1990年の国勢調査（1990 United States Census）からである。それ以前は、一部の限られた地域だけが細分区に分割されており、この部分的な細分区の導入は1940年の国勢調査（1940 United States Census）からであった。

## 公開情報
- アメリカ合衆国国勢調査局は、すべての国勢調査細分区の地理とデータを、ウェブサイトで公開している[1]。
- 一部の統計は、国勢調査局が提供している無料GISソフトウェア「LandView 6」を用いて取得できる[2]。